# Euxoa amilcarella
Euxoa amilcarella là một loài bướm đêm trong họ Noctuidae.